# Sinacroneuria flavata
Sinacroneuria flavata är en bäcksländeart som först beskrevs av Luisa Eugenia Navas 1933.  Sinacroneuria flavata ingår i släktet Sinacroneuria och familjen jättebäcksländor. Inga underarter finns listade i Catalogue of Life.